# Nischat Rachimow

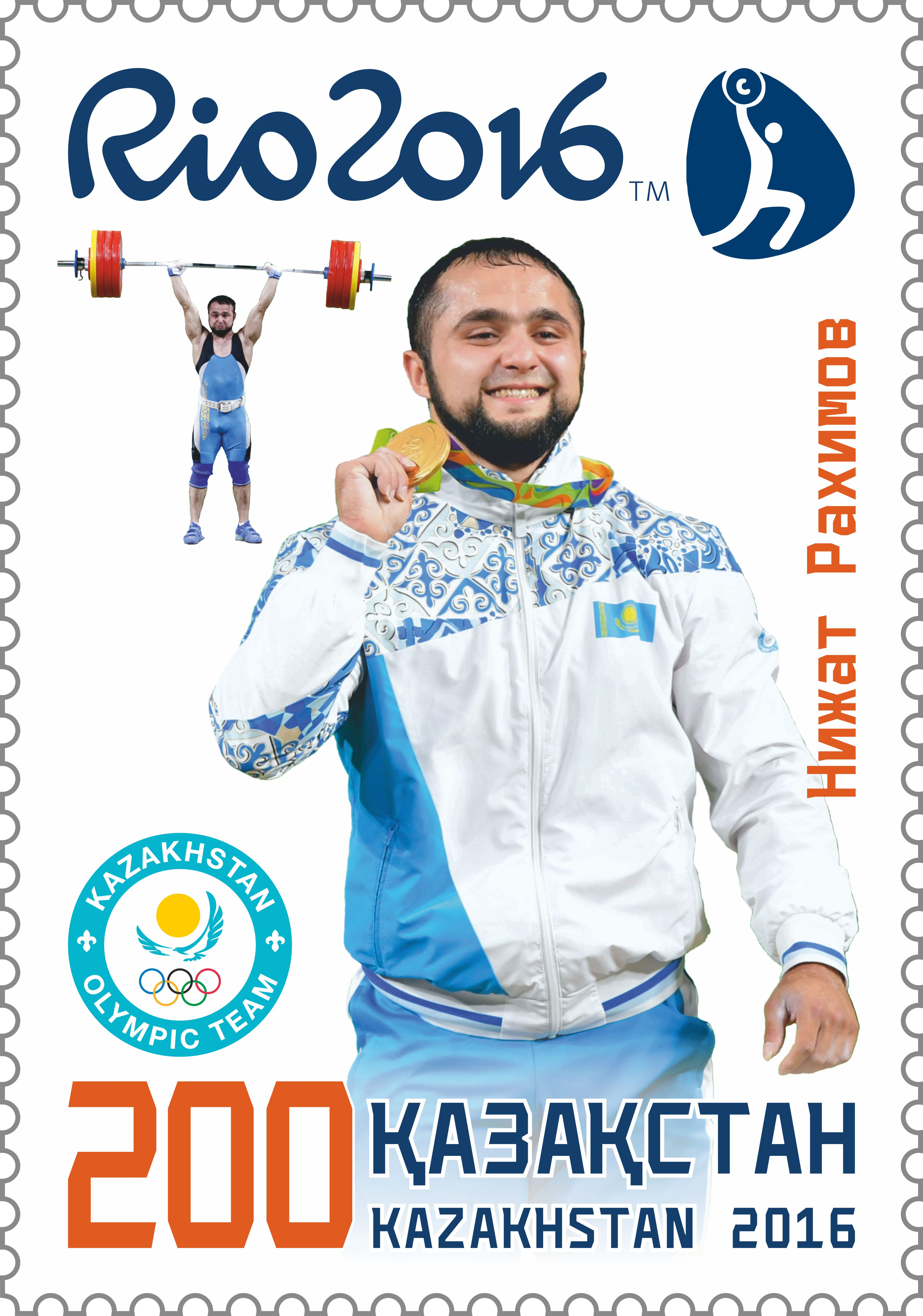
Nischat Rachimow

Nischat Äliuly Rachimow (kasachisch Нижат Әліұлы Рахимов, russisch Ниджат Алиевич/Али оглы Рагимов Nidschat Alijewitsch/Ali ogly Ragimow, aserbaidschanisch Nicat Əli oğlu Rəhimov; * 13. August 1993 in Baku) ist ein kasachischer Gewichtheber aserbaidschanischer Herkunft.

## Karriere
Er startete zu Beginn seiner Laufbahn für sein Heimatland Aserbaidschan. 2010 gewann er sowohl bei den Jugend-Europameisterschaften als auch bei den Olympischen Jugend-Spielen die Goldmedaille. 2013 wurde er Junioren-Vizeweltmeister. Bei den Aktiven gewann er im selben Jahr die Aserbaidschanische Meisterschaft. Außerdem nahm Rachimow an der Universiade 2013 teil, bei der er bei der Eröffnungsfeier als Fahnenträger die aserbaidschanische Mannschaft anführte und im Reißen den sechsten Platz in der Klasse bis 77 kg erreichte. Erst danach wurde bekannt, dass er schon im Vormonat bei einer Trainingskontrolle positiv auf Oxandrolon und Dehydrochlormethyltestosteron getestet worden war. Er wurde deswegen disqualifiziert und für zwei Jahre gesperrt. Nach seiner Sperre gewann er bei den Weltmeisterschaften 2015, bei denen er nun für Kasachstan antrat, die Goldmedaille. 2016 holte er bei den Olympischen Sommerspielen in der Klasse bis 77 kg die Gold-Medaille, indem er beim Stoßen mit 214 kg den bisherigen Weltrekord von Oleg Perepetschonow aus dem Jahr 2001 um vier kg überbot.
Am 22. März 2022 wurde Rachimow seine Goldmedaille von den Olympischen Spielen 2016 wegen Dopings aberkannt. Dies urteilte der Internationale Sportgerichtshof CAS. Rachimow soll ab März 2016 viermal seinen Urin ausgetauscht haben. Mit diesem Zeitpunkt werden ihm alle Ergebnisse aberkannt. Zudem wurde er für acht Jahre bis zum Januar 2029 gesperrt.